# Bulevar

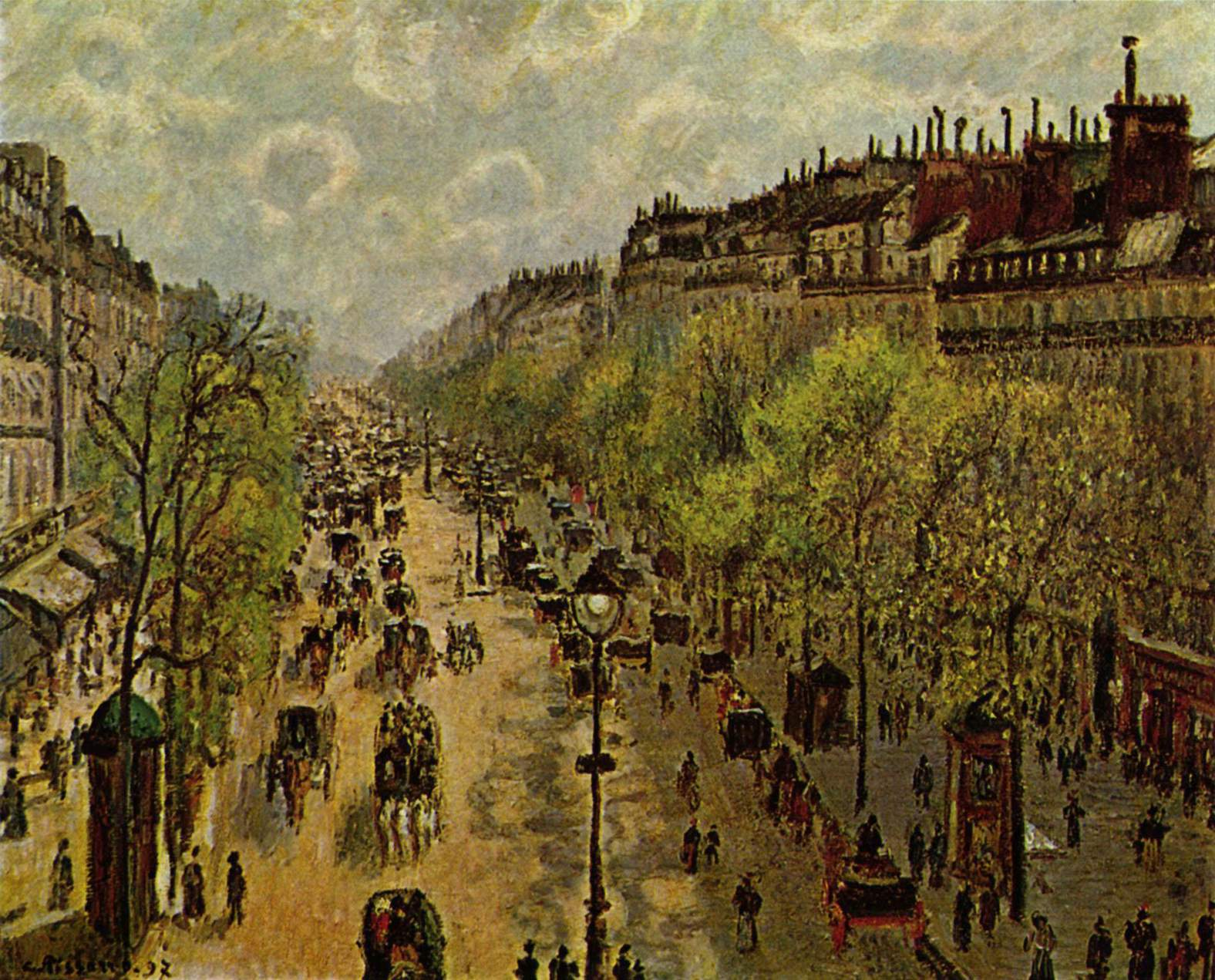
Bulevar Montmartre por Camille Pissarro.

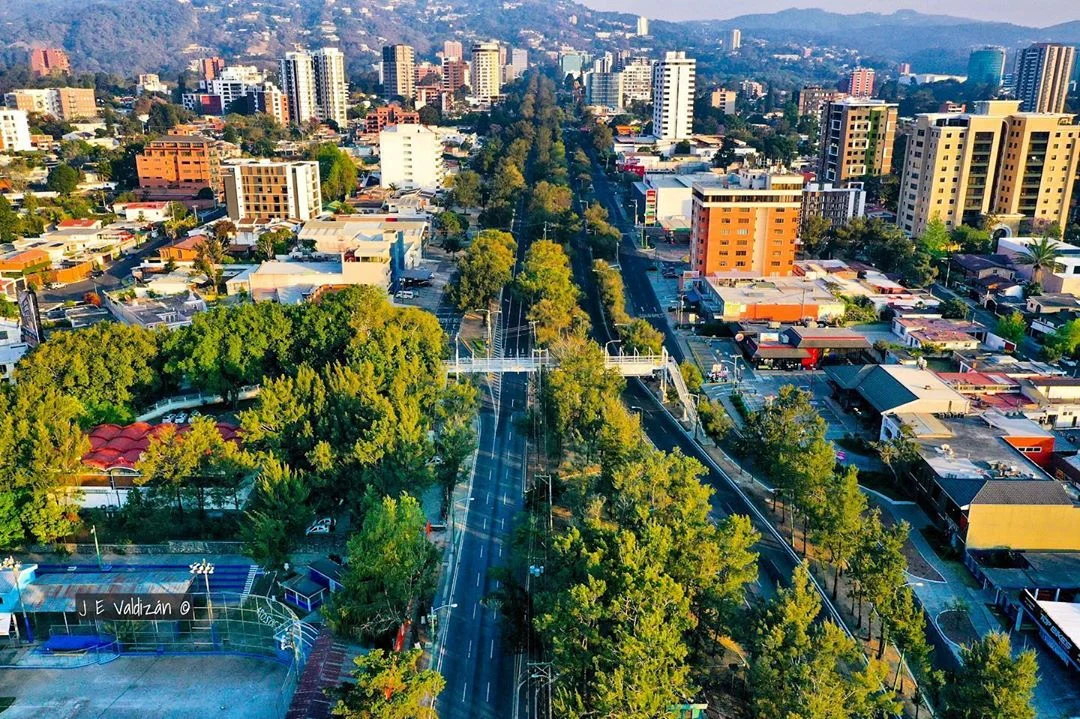
Bulevar Vista Hermosa en la Ciudad de Guatemala, Guatemala.

Un bulevar (boulevard en algunas partes de Hispanoamérica), o también alameda, es una clase de calle o avenida, de doble sentido, ancha y arbolada. Un bulevar se caracteriza por un paseo que lo divide por la mitad generalmente arbolado.  La palabra proviene de la españolización del francés boulevard, y este del neerlandés Bolwerk, «bastión», «baluarte» o «defensa». Sus abreviaturas son: blvr, blvd o bv.

## Historia
Históricamente, un bulevar es una vía de comunicación basada en antiguas defensas, puesto que la palabra procede del neerlandés bolwerk, baluarte. Permitiría, pues, rodear una ciudad por el exterior como un cinturón periférico. El bulevar es una vía por lo general importante con amplias avenidas peatonales en sus laterales o en su centro. Su origen se sitúa en las vías que se colocaban alrededor de las fortalezas defensivas de las ciudades. Al derribar las murallas en los siglos XVII y XVIII, se conservaron esas avenidas como parte de la red de circulación urbana, en general formando un primer y amplio cinturón de circunvalación. Su origen proviene de las ciudades medievales de la Europa Occidental. 
Las más conocidas son los bulevares de París, la gran mayoría fruto de las intervenciones urbanísticas del siglo XIX por iniciativa del barón Haussmann (Transformaciones de París durante el Segundo Imperio). En el urbanismo moderno y actual, los bulevares son una vía vertebradora de la ciudad que surgen como prolongación de los existentes o como nuevos trazados, siendo muchas ciudades atravesadas totalmente por ellos, convirtiéndose en los transitados accesos y salidas de las grandes urbes.

### El modelo parisino
La práctica del bulevar en urbanismo comienza sobre todo en el siglo XVIII en París con la posibilidad de rodear determinados recintos. Luego se acelera bajo el Segundo Imperio con la política haussmanniana (por el Barón Haussmann) de ventilación urbana (ejes de paseos). Algunos ejes de gran circulación creados en París en los años 1850 recibieron el nombre de "bulevar", aunque no ocupan el sitio de antiguas fortificaciones (por ejemplo, el bulevar Saint-Michel o el bulevar de Sébastopol). A partir de 1860, una comisión encargada de la nomenclatura decidió reservar, no obstante, en adelante el nombre de bulevar a las vías concéntricas: de ahí la denominación de los bulevares de los Mariscales y de la avenida de la Ópera.